# Nicole Reinhardt
Nicole Reinhardt (Lampertheim, 2 de enero de 1986) es una deportista alemana que compitió en piragüismo en la modalidad de aguas tranquilas.
Participó en los Juegos Olímpicos de Pekín 2008, obteniendo una medalla de oro en la prueba de K4 500 m. Ganó trece medallas en el Campeonato Mundial de Piragüismo entre los años 2005 y 2011, y doce medallas en el Campeonato Europeo de Piragüismo entre los años 2005 y 2010.

## Palmarés internacional
| Juegos Olímpicos   | Juegos Olímpicos         | Juegos Olímpicos  | Juegos Olímpicos |
| Año                | Lugar                    | Medalla           | Competición      |
| ------------------ | ------------------------ | ----------------- | ---------------- |
| 2008               | Pekín (China)            | Medalla de oro    | K4 500 m         |
| Campeonato Mundial |                          |                   |                  |
| Año                | Lugar                    | Medalla           | Competición      |
| 2005               | Zagreb (Croacia)         | Medalla de oro    | K1 500 m         |
| 2005               | Zagreb (Croacia)         | Medalla de oro    | K4 200 m         |
| 2006               | Szeged (Hungría)         | Medalla de plata  | K4 200 m         |
| 2007               | Duisburgo (Alemania)     | Medalla de oro    | K2 200 m         |
| 2007               | Duisburgo (Alemania)     | Medalla de oro    | K2 500 m         |
| 2009               | Dartmouth (Canadá)       | Medalla de oro    | K1 4 × 200 m     |
| 2009               | Dartmouth (Canadá)       | Medalla de plata  | K2 200 m         |
| 2009               | Dartmouth (Canadá)       | Medalla de plata  | K2 500 m         |
| 2009               | Dartmouth (Canadá)       | Medalla de plata  | K4 500 m         |
| 2010               | Poznań (Polonia)         | Medalla de oro    | K1 4 × 200 m     |
| 2010               | Poznań (Polonia)         | Medalla de plata  | K4 500 m         |
| 2011               | Szeged (Hungría)         | Medalla de oro    | K1 500 m         |
| 2011               | Szeged (Hungría)         | Medalla de oro    | K1 4 × 200 m     |
| Campeonato Europeo |                          |                   |                  |
| Año                | Lugar                    | Medalla           | Competición      |
| 2005               | Poznań (Polonia)         | Medalla de oro    | K1 500 m         |
| 2005               | Poznań (Polonia)         | Medalla de oro    | K4 200 m         |
| 2006               | Račice (República Checa) | Medalla de plata  | K4 200 m         |
| 2006               | Račice (República Checa) | Medalla de bronce | K1 500 m         |
| 2007               | Pontevedra (España)      | Medalla de oro    | K2 200 m         |
| 2007               | Pontevedra (España)      | Medalla de plata  | K2 500 m         |
| 2008               | Milán (Italia)           | Medalla de oro    | K4 500 m         |
| 2008               | Milán (Italia)           | Medalla de bronce | K2 500 m         |
| 2009               | Brandeburgo (Alemania)   | Medalla de oro    | K1 4 × 200 m     |
| 2009               | Brandeburgo (Alemania)   | Medalla de oro    | K2 200 m         |
| 2009               | Brandeburgo (Alemania)   | Medalla de oro    | K4 500 m         |
| 2010               | Corvera (España)         | Medalla de oro    | K4 500 m         |